# 아네미아과
아네미아과(Anemiaceae)는 실고사리목에 속하는 양치식물과의 하나이다. 아네미아속(Anemia)과 모리아속(Mohria)의 2개 속으로 분류하지만, 모리아속을 아네미아속에 포함시키기도 한다. 아네미아과에 속하는 모든 양치식물의 염색체 수는 n=28이다.

## 하위 속
- 아네미아속 (Anemia)
- 모리아속 (Mohria)